# セミョーン・コーガン
セミョーン・アルカディエヴィチ・コーガン（ロシア語:Семён Арка́дьевич Ко́ган, ラテン文字転写例:Semyon Arkadievich Kogan, 1928年4月24日 - 2016年4月5日）は、ソビエト連邦出身の指揮者。
白ロシア・ソビエト社会主義共和国（現ベラルーシ共和国）のバブルイスクの生まれ。1952年にレニングラード音楽院に入学してイリヤ・ルカシェフスキーにヴァイオリンを師事した他、クラリネットも学んだ。また、1955年から1959年までイリヤ・ムーシンに指揮法を学んだ。1967年にオムスクにシベリア交響楽団（オムスク・フィルハーモニー管弦楽団）を設立して10年間首席指揮者を務め、1976年から1991年までロストフ交響楽団の首席指揮者を務めた。1978年からはロストフ・ナ・ドヌの音楽院の教授を務める。1974年に当局から名誉芸術家の称号を受け、2006年にはロシア政府から人民芸術家の称号が贈られた。
モスクワにて死去。

## 註
1. ↑  omsk.aif.ru
2. ↑  rujen.ru
3. ↑  “Скончался Семен Аркадьевич Коган” (ロシア語). nvgazeta.ru. (2016年4月6日).  オリジナルの2018年5月1日時点におけるアーカイブ。 2018年5月1日閲覧。